# Maurice O’Sullivan

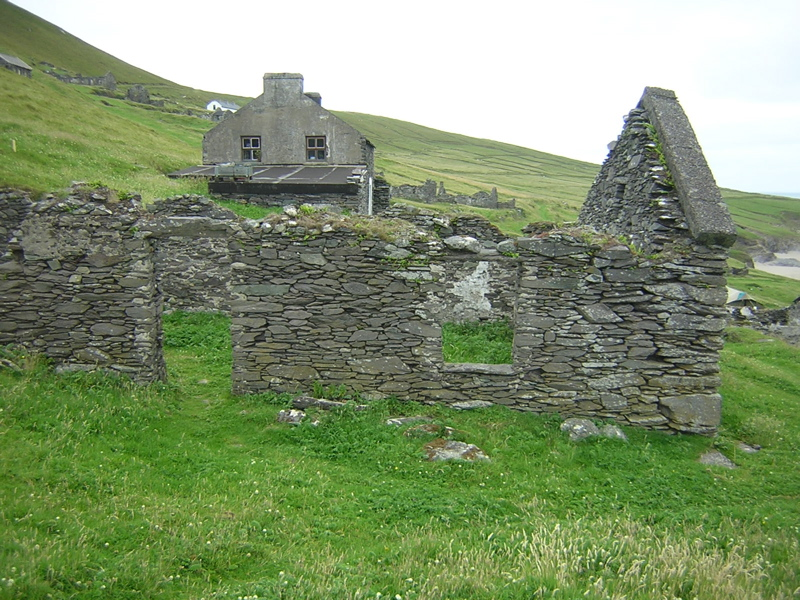
Ruinen des Hauses, in dem der Schriftsteller aufwuchs (Great Blasket)

Maurice O’Sullivan (irisch: Muiris Ó Súilleabháin; geb. 19. Februar 1904 auf Great Blasket Island; gest. 25. Juni 1950, Galway Bay) war ein irisch-sprachiger irischer Schriftsteller.
In seiner 1933 unter dem Titel Fiche Blian ag Fás (englisch unter dem Titel Twenty Years A-Growing) erschienenen Lebensgeschichte, einem der Hauptwerke der Blasket-Literatur, berichtet er mit dichterischer Freiheit über Kindheit und Jugend auf Great Blasket Island von den Blasket-Inseln im County Kerry, der damals westlichsten besiedelten Insel Europas. Die erste deutsche Ausgabe war 1956 unter dem Titel Inselheimat im Zürcher Manesse-Verlag erschienen, eine neuere erschien unter dem Titel Das Meer ist voll der schönsten Dinge in Göttingen bei Lamuv (2000).

## Werke
- Fiche Blian ag Fás (irisch) (First ed.). Baile Átha Cliath (Dublin): Clólucht an Talbóidigh. 1933.
  - Twenty Years A-Growing. Rendered from the original Irish by Moya Llewelyn Davies and George Thomson. With an Introductory Note by E. M. Forster. London Chatto & Windus, 1933.
  - Vingt ans de jeunesse [Fiche Bliain ag Fás] (französisch). Übers. (aus dem Englischen ins Französische) Raymond Queneau. Paris: Gallimard 1934.
  - Inselheimat. Zürich 1956 (Manesse Bibliothek der Weltliteratur)
  - Das Meer ist voll der schönsten Dinge [Twenty Years A-Growing]. Eine irische Lebensgeschichte. Nach der ersten Übersetzung [aus dem Englischen] von Elisabeth Aman neu durchgesehen und überarbeitet von Karl-Klaus Rabe. Göttingen, Lamuv, 2000, ISBN 3-88977-568-3